# Murad V.

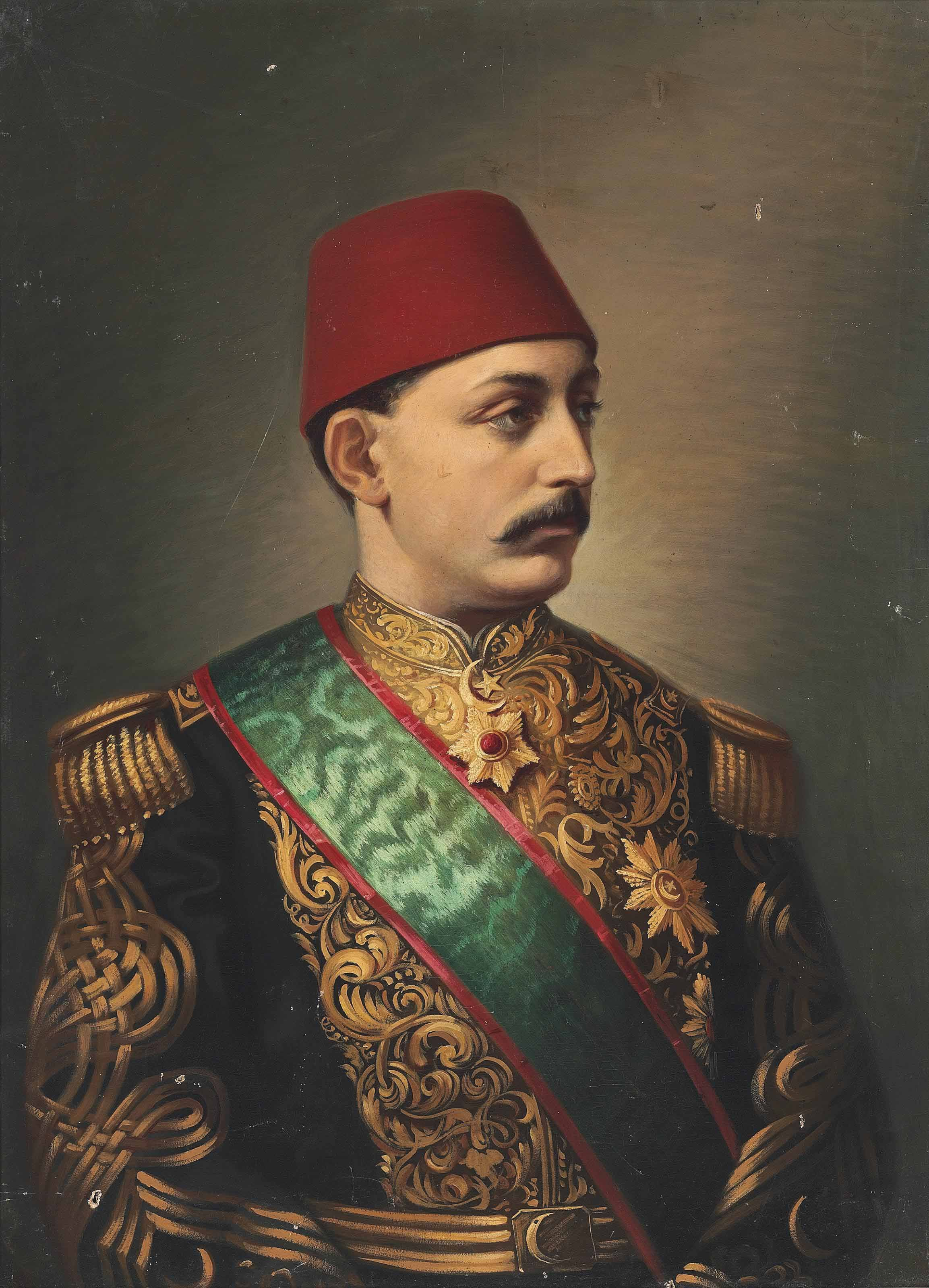
Porträt Murads V.

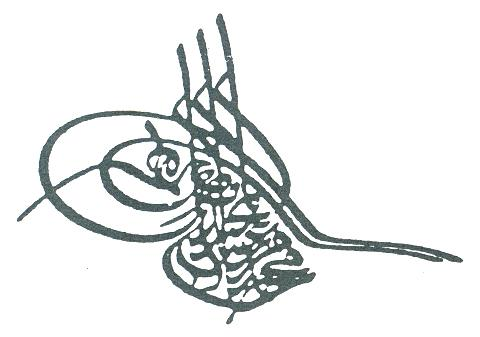
Tughra von Murad V.

Murad V. (geboren 21. September 1840 in Konstantinopel, heute Istanbul; gestorben 29. August 1904 ebenda) war vom 30. Mai 1876 bis zum 31. August desselben Jahres Sultan des Osmanischen Reiches.

## Leben
Murad war der älteste Sohn von Sultan Abdülmecid I. Seine Mutter war Sevk-Efza Sultan, die aus dem Kaukasus stammte; vermutlich war sie Georgierin. Als sein Onkel Abdülaziz die Macht übernahm, wurde Mehmed Murad Efendi, wie er damals genannt wurde, von allen öffentlichen Angelegenheiten ausgeschlossen und eingesperrt, da er die Pläne des neuen Sultans zur Änderung der Erbfolge ablehnte. Nach der Absetzung von Abdülaziz am 30. Mai 1876 (siehe Midhat Pascha) wurde er von einem Mob aus Soldaten der Jungtürken aus dem Gefängnis befreit und zum Sultan „von Gottes Gnaden und dem Willen des Volkes“ erklärt. Nach nur 93 Tagen wurde er wegen seiner psychischen Schwäche wiederum abgesetzt und durch seinen jüngeren Bruder Abdülhamid II. ersetzt. Bis zu seinem Tod wurde Murad daraufhin im Çırağan-Palast festgehalten. Er wurde in der Nähe des Grabes seiner Mutter bei der Yeni Cami begraben.
Sultan Murad V. war sehr gut ausgebildet und von westlicher Kultur beeinflusst. So beherrschte er beispielsweise Französisch und ließ sich Bücher aus Frankreich liefern. Außerdem schätzte er zeitgenössische Schriftsteller wie Ziya Pascha und Namık Kemal. Er spielte auch Klavier und komponierte Musikstücke im europäischen Stil. Mit seinem Onkel, Sultan Abdülaziz I., war Murad nach Europa gereist und hatte sich dort mit dem Prince of Wales, dem späteren König Edward VII., angefreundet.

## Ehen und Kinder
1. Ehe: Am 2. Januar 1857 heiratete er Eleru Mevhibe Kadın Efendi (Georgierin) im Beşiktaş-Palast. Aus der Ehe ging hervor: Şehzade Mehmed Selaheddin Efendi (1861–1915).
2. Ehe: Am 4. Februar 1859 heiratete er Reftaridil Kadın Efendi (Aserbaidschanerin) im Beşikta-Palast. Aus der Ehe ging hervor: Şehzade Süleyman Efendi (1866–1866).
3. Ehe: Am 5. Februar 1869 heiratete er die (Armenierin) Sahcan Kadın Efendi im Beşiktaş-Palast. Die Ehe wurde geschieden. Aus der Ehe gingen hervor: Prinzessin Hadice Sultan (1870–1938) und Şehzade Seyfeddin Efendi.
4. Ehe: Am 8. Juni 1874 heiratete er Meyliservet Haseki Kadın Efendi (Tscherkessin) im Ortaköy-Palast. Die Ehe wurde geschieden. Aus der Ehe ging hervor: Prinzessin Fehime Sultan (1875–1929).
5. Ehe: Am 2. November 1877 heiratete er Reza Haseki Kadın Efendi (Georgierin) im Otraköy-Palast. Aus der Ehe gingen hervor: Prinzessin Fatma Sultan (1879–1932), Prinzessin Aliye Sultan (1880–1903).
Weitere Ehen: Cenaniyar Kadın Efendi, Jahvar-riz Kadin Efendi (1862–1940), Filizten Kadın Efendi (1865–1945), Gevheri Kadın Efendi und Teranidil Kadın Efendi.
Murad V. war der Großloge der Freien und Angenommenen Maurer der Türkei zufolge ein Freimaurer.